# Kasteel Obbicht
Kasteel Obbicht is een kasteelachtig landhuis uit 1780 ten zuiden van de Nederlands-Limburgse plaats Obbicht in de gemeente Sittard-Geleen. Het kasteel in laatbarokke stijl, de naastgelegen kasteelhoeve en de omliggende tuin met tuinmuren, bruggen en hekken zijn alle rijksmonumenten.

## Geschiedenis
Het eerste Kasteel Obbicht stamde uit de middeleeuwen. Over dit gebouw en zijn bewoners is weinig bekend. Begin vijftiende eeuw was Filips van Geldrop heer van Obbicht en Papenhoven, maar het is onwaarschijnlijk dat hij het kasteel in Obbicht bewoonde, aangezien hij tevens heer van Geldrop en hoogschout van 's-Hertogenbosch was.
Kasteel Obbicht werd in 1570 door de Spanjaarden verwoest om de opstandige Karel van Bronkhorst-Batenburg (?-1580) te straffen. Diens weduwe, de protestantse Alverade van Vlodrop (?-1606), hertrouwde met Philips Bentinck en liet in 1585 op de plaats van het oude kasteel een nieuw huis bouwen. Over de zeventiende-eeuwse bewoners is niets bekend. Het kasteel brandde in 1710 grotendeels af. Herman Frans van Lerode werd in 1724 eigenaar.
In 1778 kocht de Luikse koopman Antoine Guillaume de Paludé het kasteel, of wat daarvan over was. Paludé wilde aanvankelijk het oude kasteel laten restaureren en moderniseren, en benaderde daartoe de architecten P. Rutten en A. Bex. In 1780 besloot hij echter tot nieuwbouw en werd ter plekke van de voorhof van het oude kasteel begonnen met de bouw van een landhuis naar ontwerp van de eveneens uit Luik afkomstige Jacques-Barthélemy Renoz. Renoz was de architect van het in 1775-1777 gebouwde, in Sclessin bij Luik gelegen kasteel van Beaumont, waarmee Kasteel Obbicht sterk verwant is. De resten van het oude kasteel zijn nog zichtbaar in de kasteeltuin.
Antoine Guillaume de Paludé overleed in 1787. Zijn broer en erfgenaam Jean Philippe de Paludé, die tevens heer van Caestert was, stierf drie jaar later, waarna het kasteel in 1805, mogelijk via de zusters De Paludé, in handen kwam van de Luikse kanunnik Gaspar François Alexis de Spirlet (1767-1828) en/of zijn broer Alexandre Sébastien (1769-1849), die Kasteel Obbicht tot 1822 bewoonden.
Ten tijde van de Belgische Revolutie werd het kasteel bewoond door de kapitein der infanterie Jacob ("Jacques") Beelaerts (1791-1835), die van 1821 tot 1830 tevens burgemeester van Obbicht en Papenhoven was. In 1830 eindigde zijn burgemeesterschap omdat het grootste deel van Limburg toen voor België koos. Na zijn overlijden te Luik bewoonden zijn weduwe Henriëtta Sophia, barones Sirtema van Grovestins (1788-1853) en zijn stiefzoon Louis Henri Daniel Cornabé (1812-1865) het kasteel. Laatstgenoemde was van 1843 tot 1846 burgemeester van het nabij gelegen Grevenbicht. Hij overleed in 1865 kinderloos en zodoende erfden zijn nichten Jeannette Louise Elisabeth (1808-1885) en Walrave Theodore Elisabeth Auguste Carolina, de dochters van zijn oom van moederszijde, Carolus August baron Sirtema van Grovestins (1780-1841), het bezit. Tussen 14 augustus 1865 en 29 augustus 1868 werd kasteel Obbicht vier keer te koop aangeboden, maar kennelijk zonder resultaat.  
Elisabeth Sirtema van Grovestins (1810-1880) was gehuwd met Johan Carl Daniël baron Dirckinck af (= van) Holmfeld (1801-1877), een vooraanstaand Deens hofambtenaar en diplomaat. Haar zoon, Ulysses Dirckinck af Holmfeld (1833-1895), heeft het huis waarschijnlijk vanaf 1865 bewoond. Op 30 november 1869 liet hij een grote partij 'Kanadasbomen' (populieren) openbaar veilen. Na het overlijden van zijn moeder in 1880 kocht hij het kasteel met alle bijbehorende landerijen van de mede-erfgenamen.
Het geslacht Dirckinck-Holmfeld droeg in Denemarken de titel Friherre (in Pruisen: Freiherr), in Nederland: baron. Ulysses (Ulysse) Carl August Edwin Edgard baron Dirckinck af [von/van] Holmfeld werd geboren in Kopenhagen en huwde in 1885 52 jaar oud te Obbicht de 25-jarige Carla Josephine Hermine Eleonore Arnaillie Adolphine, gravin van Hompesch-Rurich (1861-1918). Zij werd geboren in Sint Niklaas, in Oost-Vlaanderen, maar groeide op in kasteel De Walborg in Ohé en Laak. Het echtpaar kreeg drie dochters. Vanaf het begin van haar huwelijk met Dirckinck Holmfeld begon Carla van Hompesch Rürich te fotograferen, mogelijk zelfs al eerder. Verschillende opnamen van het kasteel en haar man en dochters zijn bewaard gebleven. Na het overlijden van haar echtgenoot (1895) hertrouwde zij in 1901 met de weduwnaar-rentenier Aemilius Begemann (1850-1914). Haar dochters zetten het kasteel na het overlijden van hun moeder in augustus 1918 te koop. Het kwam in handen van 'eenige houtkoopers', die - naar werd gevreesd - net als eerder bij de verkoop van het kasteeldomein Stein, het prachtige bos zouden kappen.
In 1921 werd het landgoed aangekocht door Jacob Hubert Lummens, landbouwer te Lutterade en gehuwd met Maria Hubertina Hollands.  Hij bewoonde het kasteel tot zijn overlijden in 1928. Doordat het bezit verdeeld werd onder meerdere rechthebbenden, verwaarloosde het kasteel. Tijdens de Tweede Wereldoorlog brandde het linker dienstgebouw uit. In 1946 werd het huis bewoond door ene Smeets. Mogelijk was dit een medebewo(o)n(st)er, want er schijnen dan - naast een eigenaresse, 'Tant' (tante) genoemd - meerdere huishoudens van het kasteel bezit genomen te hebben. In 1954 werd het toen al tamelijk vervallen kasteel opnieuw geteisterd door brand. De bouwkundige staat van de diverse bouwdelen was toen zo slecht, dat sloop de enige oplossing leek. Een nieuwe eigenaar, de Sittardse ondernemer Peter Szymkowiak, besloot in 1974 echter tot restauratie, een project dat in 1988 voltooid werd.
In 2021 verkocht Szymkowiak het kasteel aan de in Bingelrade opgegroeide Bert Janssen-Werner, die er onder andere het archief van de Australische kostuum- en decorontwerper Barry Kay (1932-1985) huisvestte. De bijgebouwen worden geschikt gemaakt als verblijfplaats voor artists in recidence en mogelijk een zorgboerderij.

## Beschrijving

### Exterieur
Het landgoed van circa vijf hectare bestaat uit drie achter elkaar gelegen, omgrachte 'eilanden'. Het westelijke eiland, dat het dichtst bij de Maas ligt, bevat de U-vormige bebouwing. Het middeneiland is ingericht als tuin en het bredere oostelijke eiland als parkachtig bos. De parkaanleg, de grachten, de bakstenen tuinmuur en bruggen, en de smeedijzeren hekken, alsmede enkele tuinornamenten zijn alle beschermd als rijksmonument. De kasteelgrachten worden gevoed door het water van de Kingbeek. Waar het grachtwater terugvloeit in de Kingbeek stond een papiermolen die dateerde uit 1699. Deze molen was het geboortehuis van de bekende schrijver Pieter Ecrevisse. De oorspronkelijk bij het landgoed behorende laat achttiende-eeuwse kasteelhoeve Kasteelweg 25 is eveneens een rijksmonument, uitgezonderd de moderne stallen en loodsen.
Het hoofdgebouw met zijn achtkantige centraalbouw is ontworpen door de Luikse architect Jacques-Barthélemy Renoz, die vijf jaar eerder nabij Luik het kasteel van Beaumont had ontworpen, waarmee Kasteel Obbicht sterk verwant is. De stijl is tamelijk uniek onder de Nederlandse kastelen en buitenhuizen en kan omschreven worden als een regionale variant van de internationale Lodewijk XVI-stijl (zie ook barokarchitectuur in het prinsbisdom Luik). De mergelstenen voorgevel en bakstenen achter- en zijgevels zijn witgekalkt, op de natuurstenen deur- en vensteromlijstingen na. De driezijdige, hogere uitbouwen aan voor- en achterzijde, voorzien van bordestrappen, en het achtzijdige torentje dat het mansardedak bekroond, geven het gebouw een elegant uiterlijk. De rechthoekige bijgebouwen zijn eveneens witgekalkt en voorzien van mansardedaken met wolfseinden.

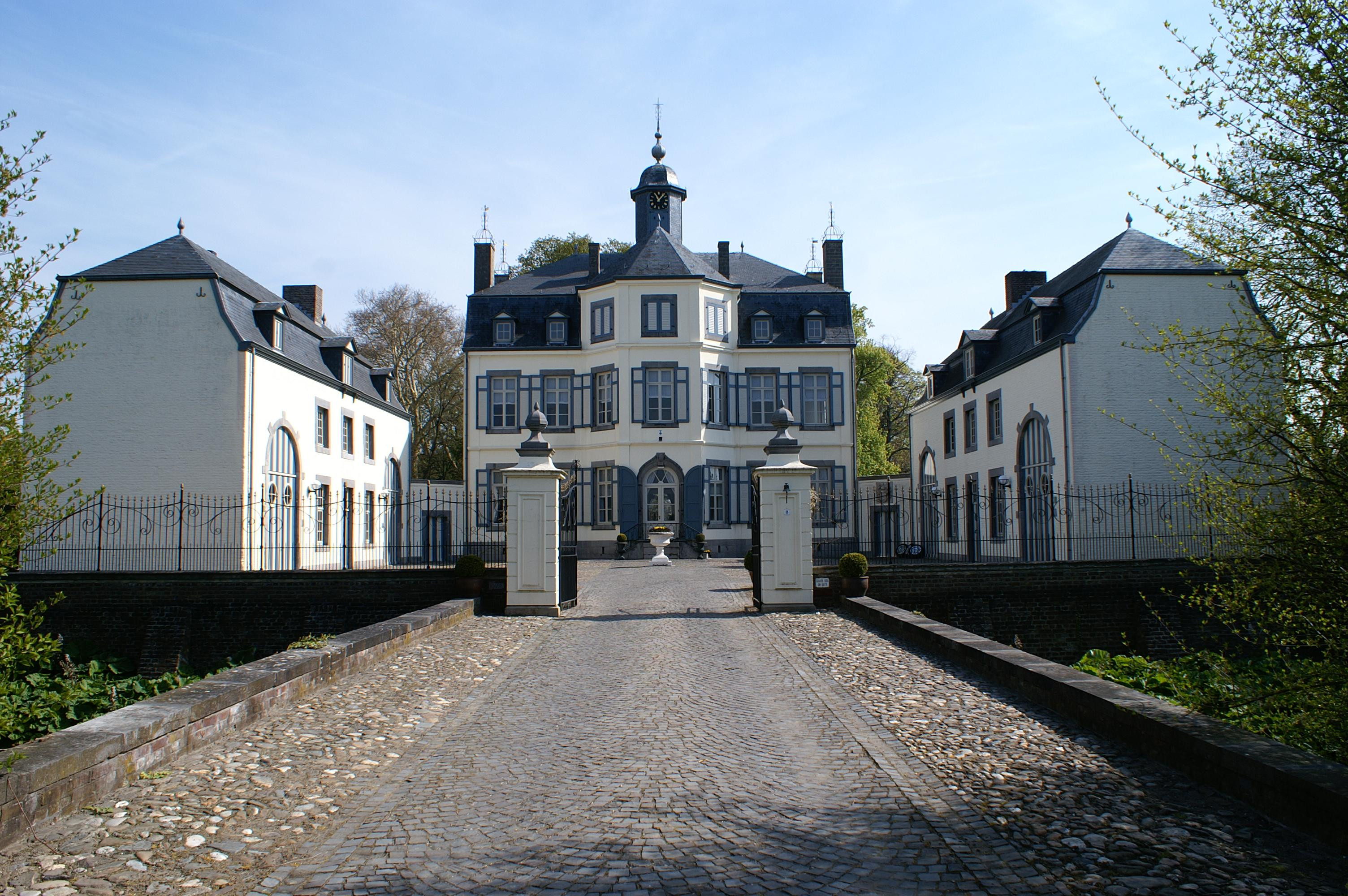
Vooraanzicht
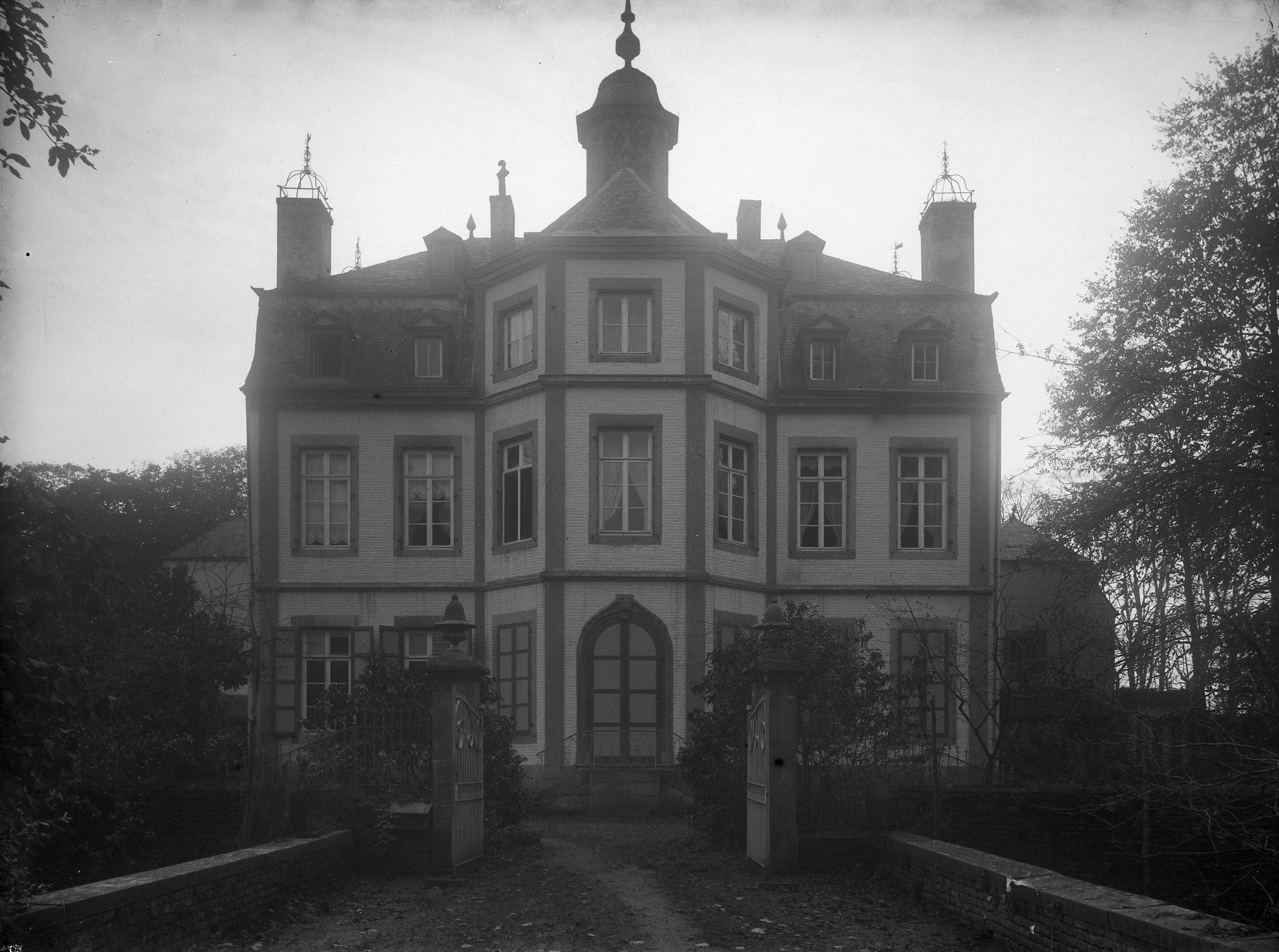
Achtergevel in 1918
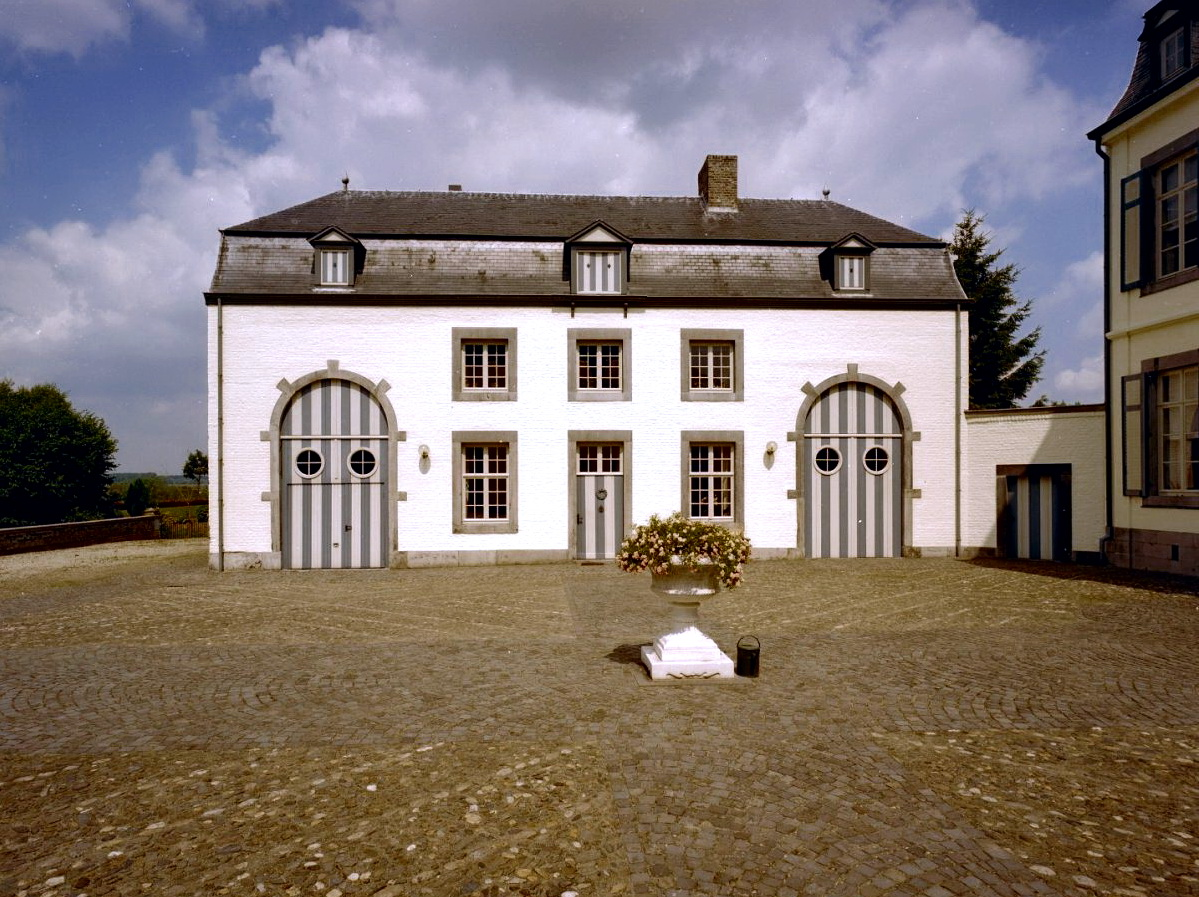
Linker bouwvolume
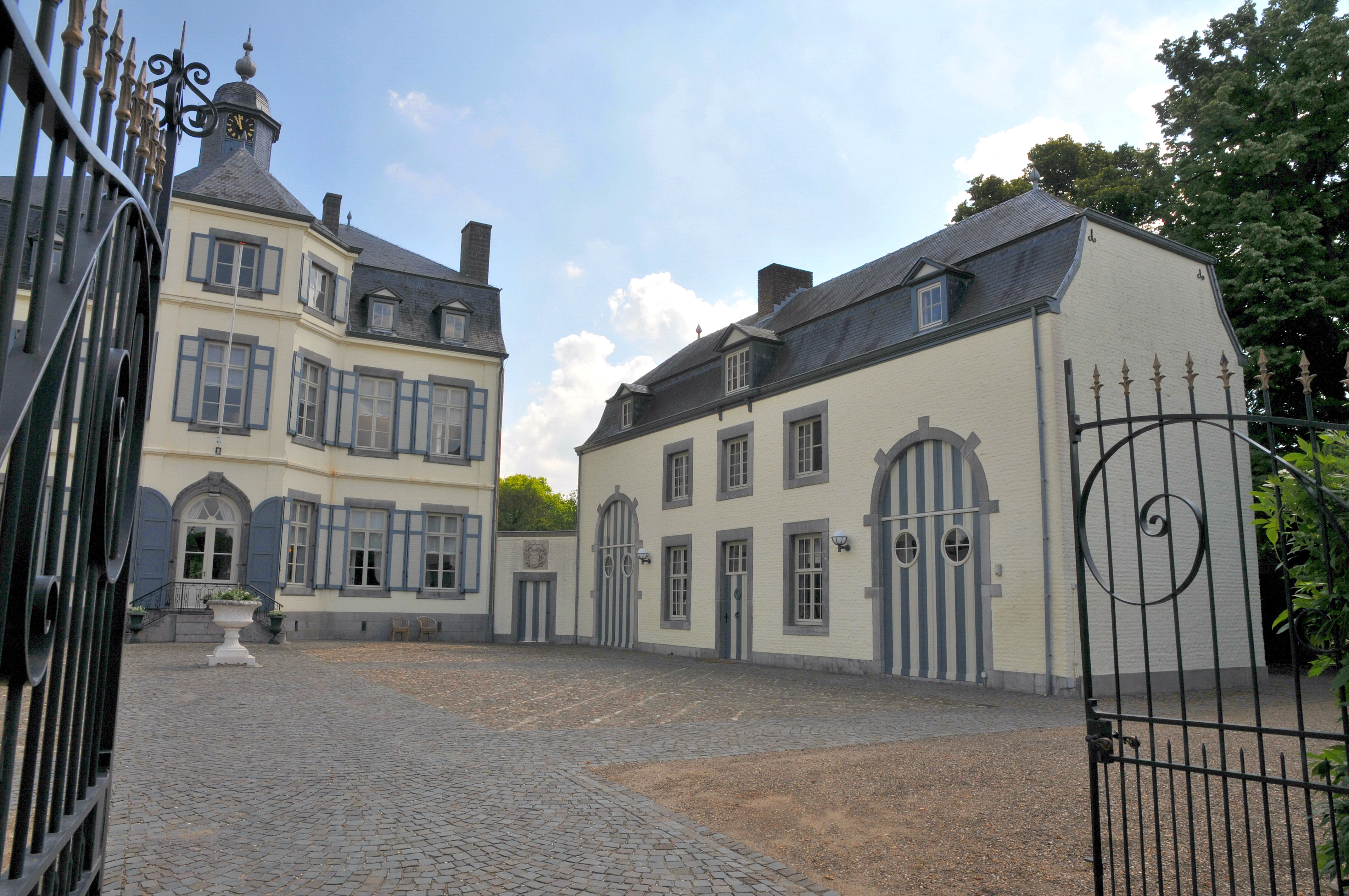
Rechter bouwvolume

### Interieur
Bij de brand van 1954 bleef een deel van het originele interieur met fraai stucwerk gespaard, onder andere in de achthoekige vestibule, waar ionische pilasters en in nissen geplaatste gipsen beelden de hal een neoclassicistisch uiterlijk verschaffen. De aansluitende achthoekige salon heeft na de restauratie eveneens de sfeer van weleer behouden, zoals blijkt uit vergelijking met een schilderij van Frans Duchateau uit 1836 in het Bonnefantenmuseum (zie hierboven).

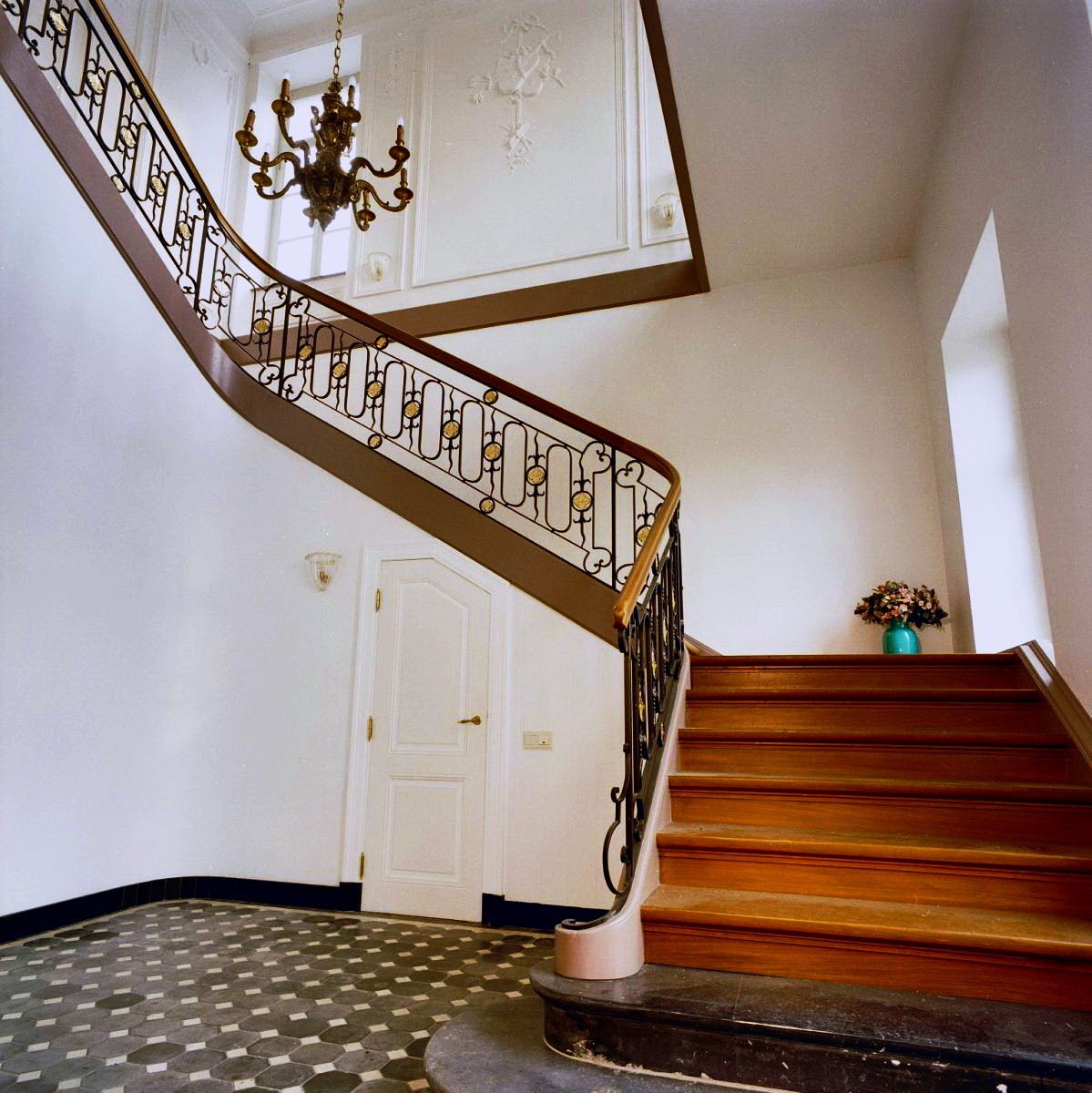
Trappenhuis
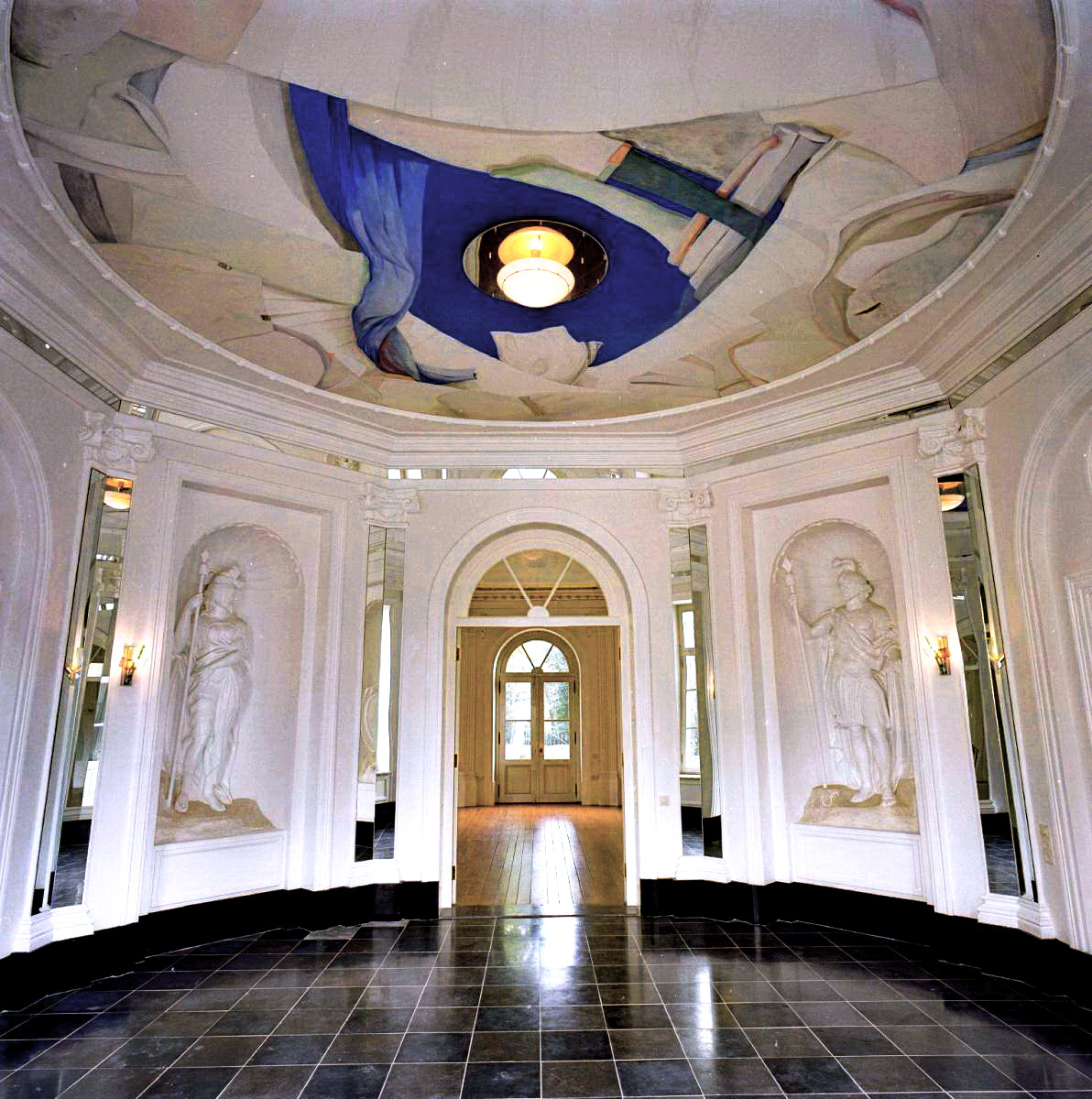
Achthoekige hal
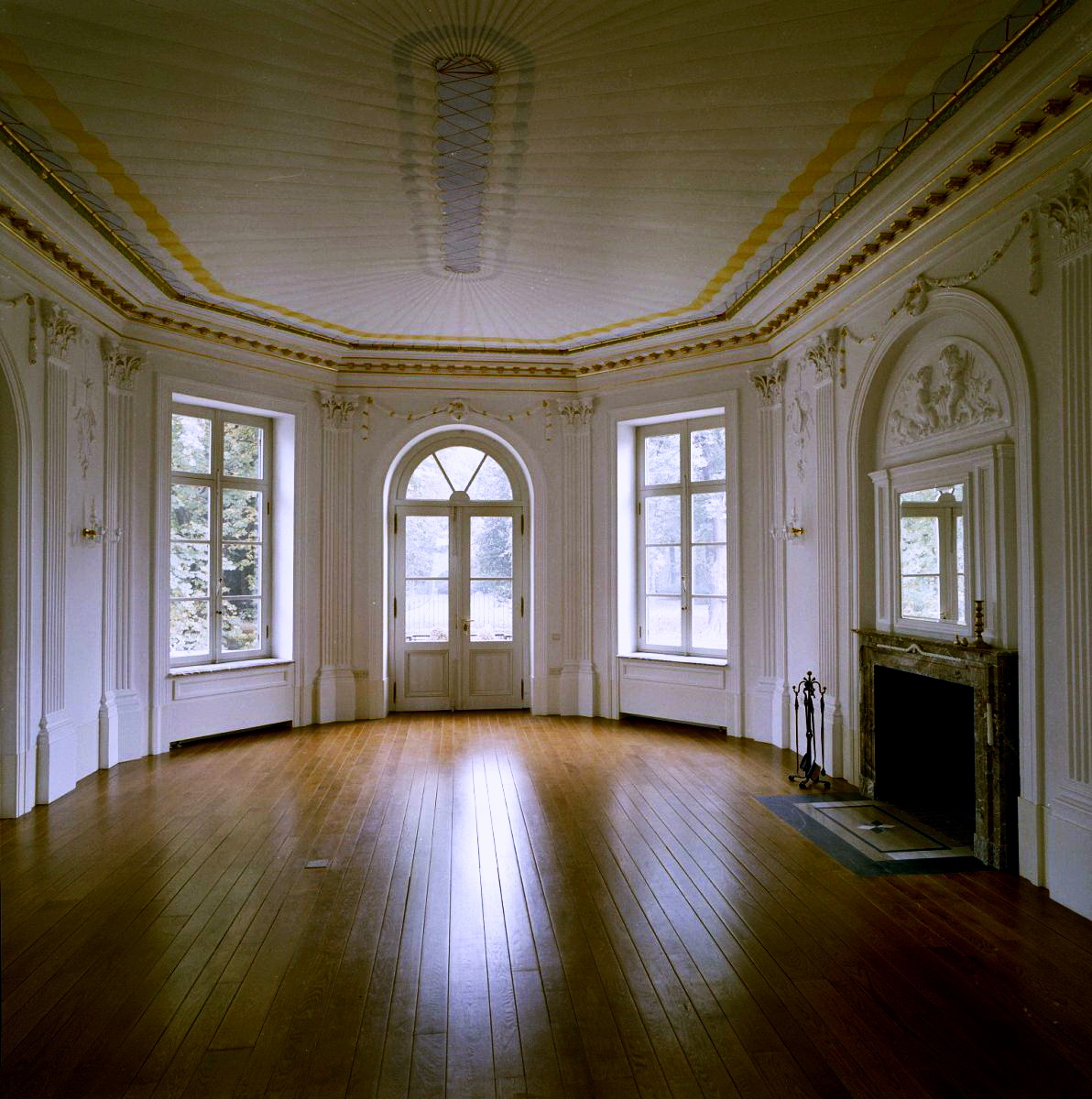
Achthoekige salon
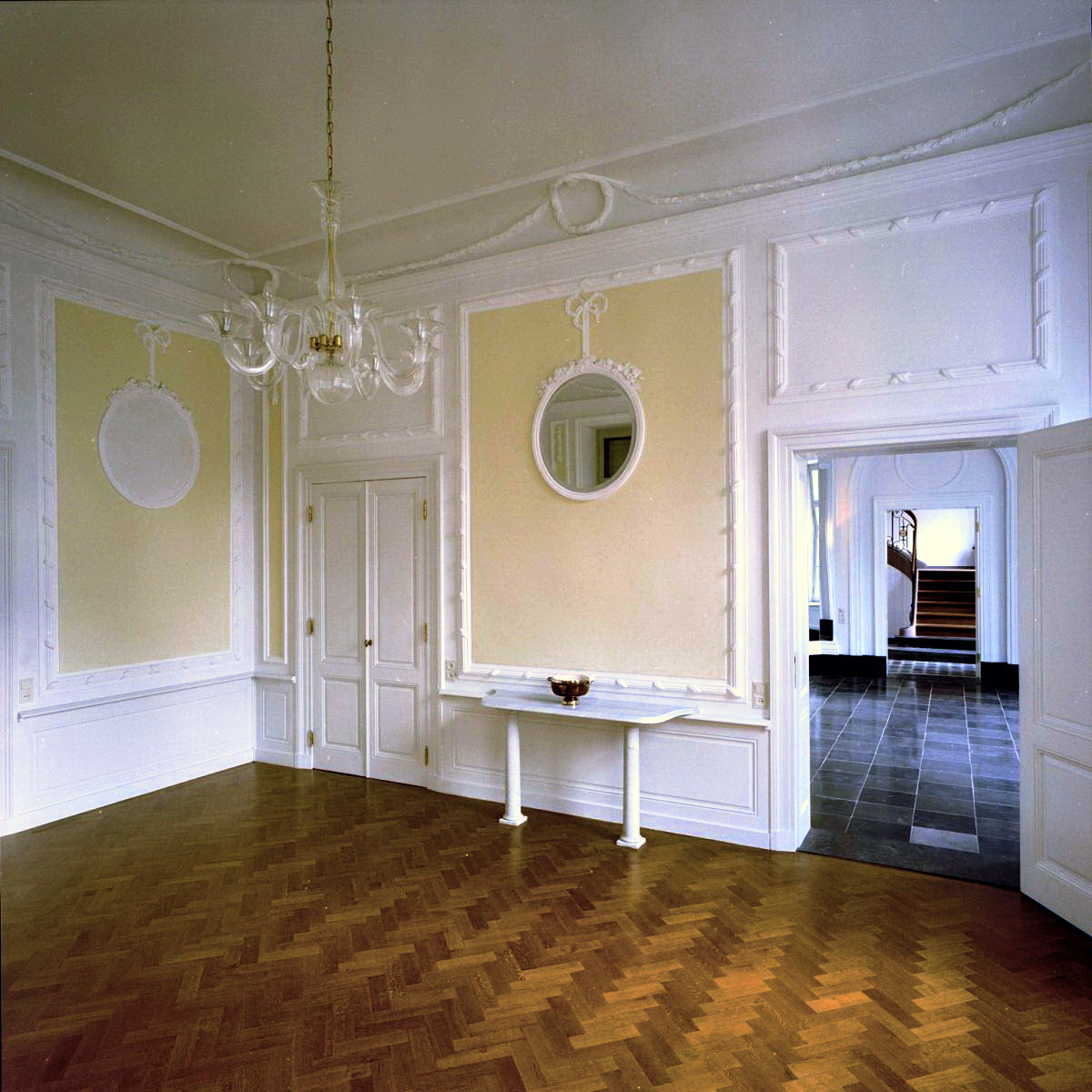
Eetkamer